# Pablo Honey
Pablo Honey je první album skupiny Radiohead. Všechny písně na albu jsou původní. Text složil Thom Yorke a album bylo vydáno z kraje roku 1993.

## Seznam skladeb
| #  | Píseň                    | Délka | Autoři                |
| -- | ------------------------ | ----- | --------------------- |
| 01 | "You"                    | 3:29  | Thom Yorke, Radiohead |
| 02 | "Creep"                  | 3:56  | Thom Yorke, Radiohead |
| 03 | "How Do You?"            | 2:12  | Thom Yorke, Radiohead |
| 04 | "Stop Whispering"        | 5:26  | Thom Yorke, Radiohead |
| 05 | "Thinking About You"     | 2:41  | Thom Yorke, Radiohead |
| 06 | "Anyone Can Play Guitar" | 3:38  | Thom Yorke, Radiohead |
| 07 | "Ripcord"                | 3:10  | Thom Yorke, Radiohead |
| 08 | "Vegetable               | 3:13  | Thom Yorke, Radiohead |
| 09 | "Prove Yourself"         | 2:25  | Thom Yorke, Radiohead |
| 10 | "I Can't"                | 4:13  | Thom Yorke, Radiohead |
| 11 | "Lurgee"                 | 3:08  | Thom Yorke, Radiohead |
| 12 | "Blow Out"               | 4:40  | Thom Yorke, Radiohead |

- Bonusová skladba na albu pro USA je cenzorovaná verze „Creep“ určená pro americká rádia (text „so fucking special“ byl změněn na „so very special“).